# Alianza Comunista Revolucionaria
La Alianza Comunista Revolucionaria (Alliance communiste révolutionnaire o Alliance communiste, en francés original) fue un partido político francés del siglo XIX de ideología socialista y revolucionaria.
El ACR fue el nombre adoptado por los activistas que abandonaron el  Partido Obrero Socialista Revolucionario en 1896. En 1897, el ACR se unió al Comité Revolucionario Central dirigido por Édouard Vaillant, que se convirtió en el Partido Socialista Revolucionario (PSR). El PSR fue el segundo partido marxista más grande de Francia detrás del Partido de los Trabajadores Franceses (POF) dirigido por Jules Guesde. El ACR aparentemente operaba de forma semiautónoma dentro del POSR antes de que el ACR y el CRC se fusionaran en el  Partido Socialista de Francia en 1902, que a su vez en 1905 entraría a formar parte de la unión de todos los partidos socialistas franceses con la formación de la SFIO. Durante su corto período de existencia, sus principales dirigentes fueron Arthur Groussier y Victor Dejeante.
- Datos: Q2838043